# George Lazenby
George Robert Lazenby (født 5. september 1939) er en australsk skuespiller. Han er mest kendt for sin rolle som James Bond i filmen fra 1969 On Her Majesty's Secret Service.

## Biografi
George Lazenby fødtes i Goulburn, New South Wales, Australien. Efter at have udstået sin værnepligt flyttede han til London i 1964 og arbejdede en tid som bilmekaniker, brugtvognsforhandler og herremodel.
I løbet af 1966 var han blevet den højest betalte mandlige herremodel i Europa og optrådte bl.a. i chokoladereklamer i tv.
I 1968 besluttede teamet bag Bond-filmene, at George Lazenby skulle afløse Sean Connery i rollen som James Bond. Dette på trods af, at han ingen erfaring havde som skuespiller. Han filmede derfor den følgende til On Her Majesty's Secret Service samt den tilhørende, berømte pistolløbssekvens. Filmen udkom i 1969 og bliver den mest sete engelske film det år. I USA overgås filmens salgstal for dette år kun af Butch Cassidy and the Sundance Kid. Alligevel anses filmen af mange for at være en fiasko, alene fordi salgstallene var ringere end for de tidligere James Bond-film.
Ved markedsføringen af filmen undlod man i det store og hele at gøre brug af Lazenbys navn og ansigtstræk. Man forsøgte på denne måde at underspille det faktum, at Sean Connery ikke var med. Det bevirkede dog også, at Lazenby forblev stort set ukendt.
George Lazenby valgte imidlertid af forlade James Bond-serien efter denne ene film. Han var blevet overbevist om, at agenten i smoking ikke havde nogen fremtid i den tid med hippier, kvindefrigørelse, stoffer og rockmusik, der nu var sat ind.
Efter sin eneste hovedrolle i en film var George Lazenby parat til nye udfordringer. Men de udeblev. Én film var ikke nok til at gøre ham til en stjerne.
Igennem årene fulgte en del biroller: Universal Soldier (1971), Manden fra Hong Kong (1976) og The Kentucky Fried Movie (1977).
Han har endvidere medvirket i Emanuelle-filmene og som bifigur i tv-serier såsom General Hospital, The Adventures of Superboy og The Pretender.
Lazenby er gift med tidligere tennisstjerne Pam Shriver, med hvem han har 3 børn.
Bortset fra sine indtægter fra film og tv, har Lazenby investeret i fast ejendom på flere kontinenter.